# Corpo di Negri

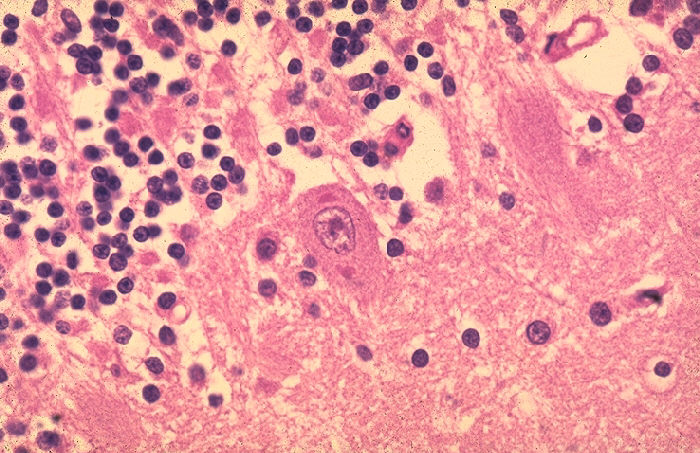
Corpi di Negri in una cellula di Purkinje del cervelletto

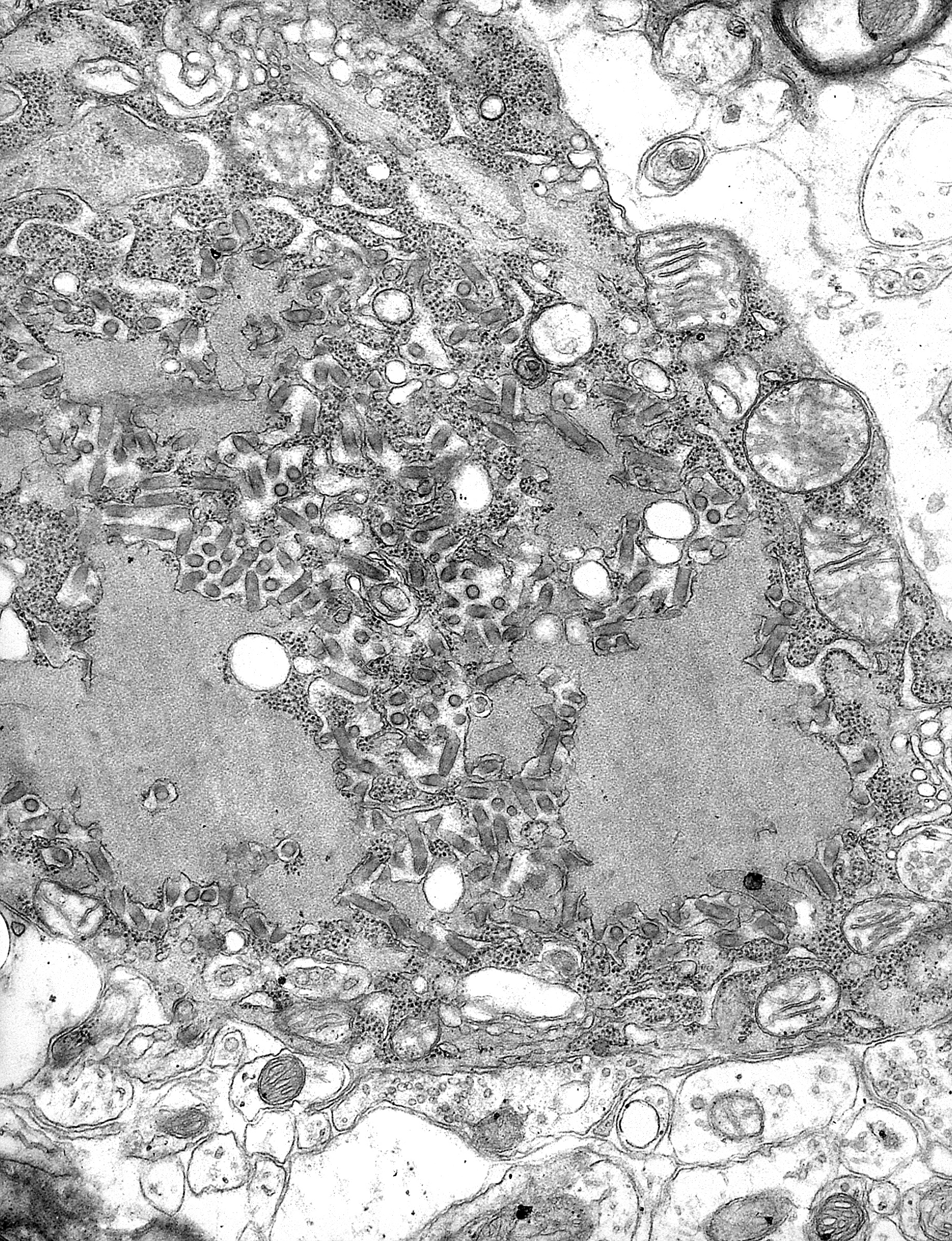
Microfotografia elettronica di tessuto cerebrale di animale rabbico. Visibile il virus (di forma allungata o circolare, se in sezione trasversale; i corpi del Negri (colore grigio) sono di maggiori dimensioni

I corpi di Negri sono piccole inclusioni citoplasmatiche acidofile che si osservano caratteristicamente al microscopio ottico nei neuroni di animali rabidi. Prendono il nome da Adelchi Negri, il medico italiano che per primo li descrisse nel 1903.

## Morfologia
I corpi di Negri sono gli aspetti istologici più caratteristici della patologia rabbica. Consistono in piccoli corpiccioli acidofili di solito rotondeggianti o ovali, e di solito numerosi, che si possono osservare in tutti i neuroni, ma soprattutto nel corno d'Ammone (ippocampo) e nel lobo temporale. Possono essere interessati inoltre i gangli spinali e quelli del simpatico.

## Storia
Adelchi Negri (1876-1912), assistente di Camillo Golgi nell'istituto di Patologia generale di Università di Pavia, individuò la presenza di inclusioni citoplasmatiche intensamente eosinofile nelle cellule del sistema nervoso di numerosi animali rabidi (coniglio, cane, equini, bovini, uomo). La comunicazione, avvenuta in una seduta della Società Medico Chirurgica di Pavia il 27 marzo 1903, venne diffusa poco dopo attraverso riviste tedesche dando notorietà al giovane studioso italiano. Negri riteneva, erroneamente, che i questi corpuscoli citoplasmatici fossero gli agenti patogeni della rabbia, e che fossero di natura protozoaria. Tuttavia furono poco dopo Di Vestea a Napoli e Remlinger a Costantinopoli a dimostrare, indipendentemente l'uno dall'altro, la filtrabilità attraverso le candele Berkefeld e Chamberland, e quindi la natura virale dell'agente eziologico della rabbia. Il virus fu infine visto al microscopio elettronico nel 1962 da Sokolov e Vanag i quali mostrarono l'aspetto caratteristico del virus della rabbia «a proiettile» e dimostrarono che i corpi di Negri erano frammenti dello stesso virus.